# Oswaldo Elcolobarrutia
Oswaldo Elcolobarrutia Laos (Huaral, Perú; 25 de agosto de 1927) es un exfutbolista peruano. Desempeñó como defensa derecho, en clubes del Callao.

## Trayectoria
Fue un defensa que jugo solo en clubes del Callao, se inició en el Club Jorge Chávez N2, para luego pasar a Sport Boys Association, donde fue campeón en el Campeonato Peruano de Fútbol de 1951. finalizó su carrera siendo subcampeón nacional con el Club Atlético Chalaco en el Campeonato Peruano de Fútbol de 1957 y en el Campeonato Peruano de Fútbol de 1958.

## Clubes
| Club                    | País | Temporada |
| ----------------------- | ---- | --------- |
| Jorge Chávez            | Perú | 1949-1950 |
| Sport Boys              | Perú | 1951-1954 |
| San Cristóbal de Huacho | Perú | 1955      |
| Carlos Concha           | Perú | 1956      |
| Atlético Chalaco        | Perú | 1957-1958 |

## Palmarés

#### Campeonatos nacionales
| Título           | Club         | País | Año  |
| ---------------- | ------------ | ---- | ---- |
| Segunda División | Jorge Chávez | Perú | 1949 |
| Primera División | Sport Boys   | Perú | 1951 |